# Andreas Bresinsky
Andreas Bresinsky (* 19. Januar 1935 in Reval/Tallinn) ist ein deutscher Mykologe und Botaniker. Sein offizielles botanisches Autorenkürzel lautet „Bresinsky“.

## Biografie
Andreas Bresinsky studierte Biologie, Chemie und Geowissenschaften an der Ludwig-Maximilians-Universität München. Er wurde 1960 unter Karl Mägdefrau mit einem Thema zur Ausbreitung von Samen und Früchten durch Ameisen (Myrmekochorie) promoviert und habilitierte sich 1964 bei Hermann Merxmüller mit einer Arbeit zur Verbreitung des circumalpinen Florenelementes im Vorland nördlich der Alpen. Beruflich war er zunächst an der TU München und dann an der Botanischen Staatssammlung München  tätig (zuletzt als Oberkonservator und stellvertretender Sammlungsleiter), ehe er 1973 dem Ruf auf einen Lehrstuhl für Biologie (Botanik) an der Universität Regensburg folgte. Dort plante und leitete er auch den seit 1977 eingerichteten Botanischen Garten. Er war 1979–1981 und 1995–1997 Dekan der Fakultät für Biologie und Vorklinische Medizin.
Als Vorsitzender der Bayerischen Botanischen Gesellschaft (1965–1974) und der Regensburgischen Botanischen Gesellschaft (1974–1998) regte er 1966 die planmäßige Kartierung der Farne und Blütenpflanzen Bayerns an und führte dieses Projekt 1990 mit der Veröffentlichung „Bayerischer Florenatlas“ zu einem vorläufigen Abschluss unter leitender Mitarbeit von Peter Schönfelder sowie unter Beteiligung von rund 400 ehrenamtlich Kartierenden. Im Jahr 1990 organisierte er den 4. Internationalen Mykologenkongress (IMC 4) mit über 1600 Teilnehmern aus 59 Ländern, abgehalten in der Universität Regensburg anlässlich des 200-jährigen Bestehens der Regensburgischen Botanischen Gesellschaft. Die Überstellungen der Bibliothek, des Archivs und des Herbariums der 1790 gegründeten Regensburgischen Botanischen Gesellschaft als Dauerleihgaben an die Universität Regensburg erfolgten ab 1974 unter seiner Vermittlung. Er war Mitglied in folgenden Kommissionen: Kuratorium der Akademie für Naturschutz und Landschaftspflege (ab 1975), Naturschutzbeirat Stadt Regensburg (ab 1979), Wissenschaftlicher Beirat Waldschadensforschung (ab 1991), Naturschutzbeirat Regierung der Oberpfalz (ab 1994), Kommission für Ökologie der Bayerischen Akademie der Wissenschaften (2009–2020), Evaluierung biologischer Studiengänge an den Universitäten Estlands (2001–2004). Giftnotruf Bayern (Sachverständiger bei Pilzvergiftungen 2004–2025). Lehraufträge nahm er als Visiting Associate Professor an der Purdue University, USA (1967), an der Universität Concepción in Chile sowie an der Universität Tartu in Estland (2004, 2008) wahr.

## Forschungsgebiete
Seine Forschungsgebiete lagen im Bereich der Pilzkunde (Mykologie) und der Geobotanik. Schwerpunkte bildeten Pilzinhaltsstoffe in Kooperation mit Wolfgang Steglich und DNA-Sequenzierung als Merkmale für Verwandtschaftszusammenhänge und die darauf beruhende Neufassung der Ordnung der Boletales, die Etablierung der neuen Familie der Omphalotaceae Bresinsky 1985 sowie der Nachweis von Polyploidie bei Pilzen auf der Grundlage der Messung von DNA-Gehalten in Zellkernen, schließlich die Erfassung des Inventars an Pilzarten in Waldschadensgebieten, Naturräumen und generell im Land Bayern. Zusammen mit Mitarbeitern hat er die Datenbank PILZOEK entwickelt, in welcher die Vorkommen von Pilzarten mit geographischen und ökologischen Parametern verknüpft sind. Darüber hinaus hat er sich mit dem Schicksal seiner Familie im Spannungsfeld zweier Weltkriege und dem dadurch bedingten Rückzug von Ost nach West befasst. Neben zahlreichen Artikeln in verschiedenen Zeitschriften ist er (Mit-)Autor folgender Bücher: Strasburger, Lehrbuch der Botanik (32.–36. Auflage, Ausgaben auch in englischer, italienischer, spanischer, serbokroatischer, türkischer und russischer Sprache). Verbreitungsatlas der Farn- und Blütenpflanzen Bayerns. Giftpilze, ein Handbuch für Apotheker, Ärzte und Biologen (Ausgaben auch in englischer und japanischer Sprache). Führer durch den Botanischen Garten und die Außenanlagen der Universität Regensburg. Checkliste der Basidiomycota von Bayern. Pilze und Flechten: Morphologie, Systematik und Bestimmung. Im Umfeld zweier Weltkriege: (Band 1: Im Osten diesseits und jenseits der Narwa; Band 2: Krieg, Flucht, Gefangenschaft, Neuanfänge).

## Ehrungen und Auszeichnungen
- Bundesverdienstkreuz am Bande
- Ehrenmitgliedschaften: Bayerische Botanische Gesellschaft, Bayerische Mykologische Gesellschaft, Deutsche Gesellschaft für Mykologie, Naturwissenschaftlicher Verein Regensburg, Polnische Botanische Gesellschaft
- Ehrenvorsitzender der Regensburgischen Botanischen Gesellschaft
- Nach ihm benannt sind die Pilze Boletus bresinskyanus Garrido 1988[2], Xylodon bresinskyi (Langer 2000) Hjortstam & Ryvarden[3] und die Blütenpflanze Primula auricula subsp. bresinskyi Kress 2024[4]

## Buchveröffentlichungen
- Andreas Bresinsky: Pilze und Flechten – Morphologie, Systematik, Bestimmung. Springer Spektrum, Berlin 2021, ISBN 978-3-662-63110-2.
- Andreas Bresinsky, Christian Körner, Joachim W. Kadereit, Gunther Neuhaus, Uwe Sonnewald: Lehrbuch der Botanik. Begründet von Eduard Strasburger. 36. Auflage. Spektrum Akademischer Verlag, Heidelberg 2008, ISBN 978-3-8274-1455-7.
- Peter Sitte, Elmar Weiler, Joachim W. Kadereit, Andreas Bresinsky, Christian Körner: Lehrbuch der Botanik für Hochschulen. Begründet von Eduard Strasburger. 35. Auflage. Spektrum Akademischer Verlag, Heidelberg 2002, ISBN 3-8274-1010-X.
- Peter Schönfelder, Andreas Bresinsky u. a.: Verbreitungsatlas der Farn- und Blütenpflanzen Bayerns. Verlag Eugen Ulmer, Stuttgart  1990. ISBN 3-8001-3455-1
- Andreas Bresinsky, Helmut Besl: Giftpilze. Ein Handbuch für Apotheker, Ärzte und Biologen. Wissenschaftliche Verlagsgesellschaft, Stuttgart 1985, ISBN 3-8047-0680-0.
- Andreas Bresinsky: Im Umfeld zweier Weltkriege Band 1. Verlag Dr. Kovac, Hamburg 2005. ISBN 3-8300-2029-5 [Autobiographie]
- Andreas Bresinsky: Im Umfeld zweier Weltkriege Band 2. Eigenverlag, Sinzing 2015. ISBN 978-3-00-047950-2 [Autobiographie]